# Кайтай синсё
«Кайтай синсё» (яп. 解体新書, かいたいしんしょ, «Новый учебник анатомии») — первый японский учебник по анатомии, изданный в 1774 году. Состоит из 4 томов текста и 1 тома иллюстраций.

## Краткие сведения

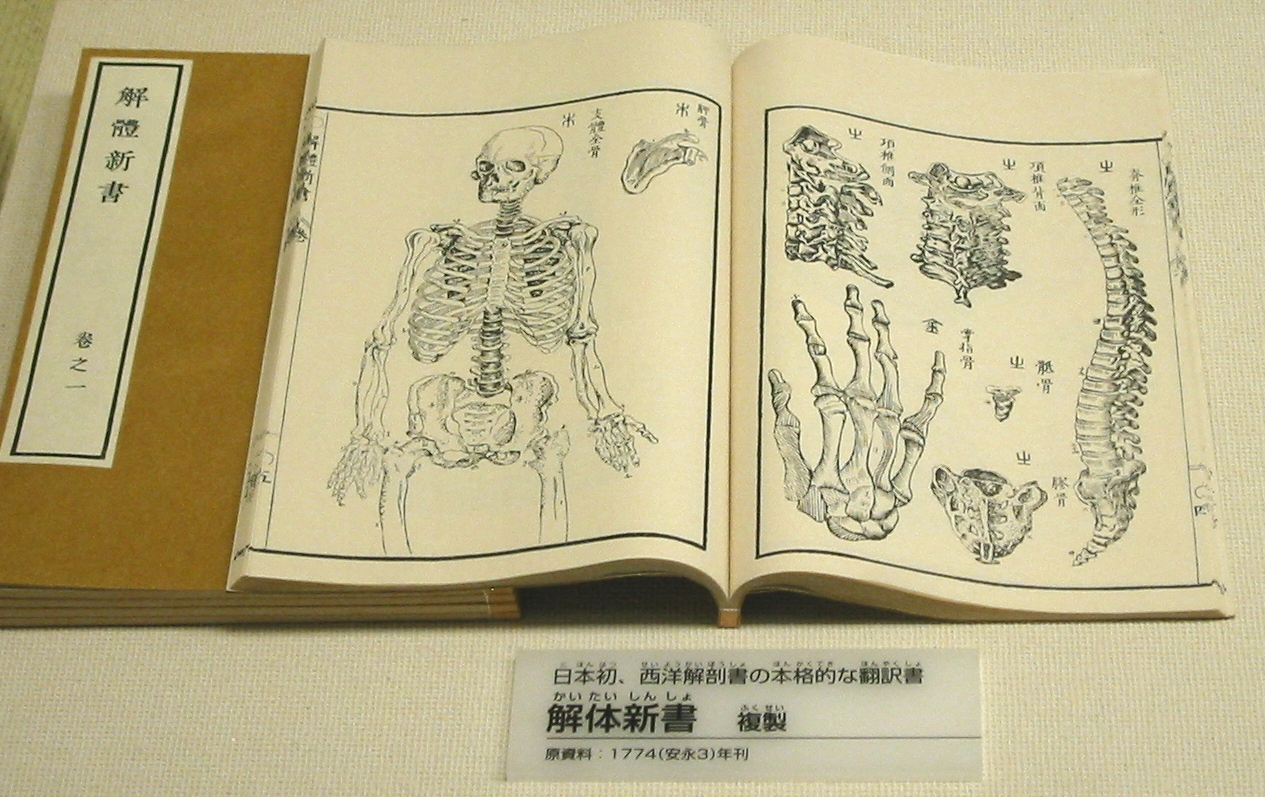
«Кайтай синсё»

«Новый учебник анатомии» является переводом голландского труда «Анатомические таблицы» (Ontleedkundige Tafelen) врача Герарда Диктена (1696—1770), который, в свою очередь, является переводом немецкого труда «Анатомические таблицы» (Anatomische Tabellen) врача Иоганна-Адама Кульма (1689—1745). Немецкий оригинал был издан в 1722 году и был переиздан в 1732 году. Голландский перевод вышел в свет в 1734 году.
Над японским изданием «Нового учебника анатомии» работали японские врачи Сугита Гэмпаку, Маэно Рётаку, Накагава Дзюнъан и другие. Перевод и редактирование заняли 4 года. Процесс редактирования описан в автобиографической работе Сугиты «Начала рангаку» 1815 года.
«Кайтай синсё» оказал большое влияние на распространение рангаку в среде японских интеллектуалов, ускорив проникновение европейских достижений в точных и естественных науках в Японию.